# Вайсспорт-Іст (Пенсільванія)
Вайсспорт-Іст (англ. Weissport East) — переписна місцевість (CDP) в США, в окрузі Карбон штату Пенсільванія. Населення — 1661 особа (2020).

## Географія
Вайсспорт-Іст розташований за координатами 40°50′13″ пн. ш. 75°41′11″ зх. д. / 40.83694° пн. ш. 75.68639° зх. д. (40.836916, -75.686435).  За даними Бюро перепису населення США в 2010 році переписна місцевість мала площу 5,43 км², уся площа — суходіл.

## Демографія
Згідно з переписом 2010 року, у переписній місцевості мешкали 1624 особи в 691 домогосподарстві у складі 473 родин. Густота населення становила 299 осіб/км².  Було 750 помешкань (138/км²).
Расовий склад населення:
| - 98,6 % — білих - 0,4 % — азіатів - 0,3 % — чорних або афроамериканців - 0,1 % — вихідців з тихоокеанських островів - 0,1 % — корінних американців |

До двох чи більше рас належало 0,3 %. Частка іспаномовних становила 1,0 % від усіх жителів.
За віковим діапазоном населення розподілялося таким чином: 16,4 % — особи молодші 18 років, 64,8 % — особи у віці 18—64 років, 18,8 % — особи у віці 65 років та старші. Медіана віку мешканця становила 45,6 року. На 100 осіб жіночої статі у переписній місцевості припадало 100,0 чоловіків;  на 100 жінок у віці від 18 років та старших — 96,2 чоловіків також старших 18 років.
Середній дохід на одне домашнє господарство  становив 61 082 долари США (медіана — 57 500), а середній дохід на одну сім'ю — 68 762 долари (медіана — 67 350). За межею бідності перебувало 12,5 % осіб, у тому числі 28,1 % дітей у віці до 18 років та 3,5 % осіб у віці 65 років та старших.
Цивільне працевлаштоване населення становило 600 осіб. Основні галузі зайнятості: освіта, охорона здоров'я та соціальна допомога — 31,3 %, транспорт — 27,8 %, виробництво — 10,5 %, інформація — 8,7 %.